# Христос Дукис
Христос Дукис (на гръцки: Χρήστος Δούκης) е гръцки революционер, деец на гръцката въоръжена пропаганда в Македония.

## Биография
Христос Дукис е роден в западномакедонския град Костур, тогава в Османската империя. Присъединява се към гръцката пропаганда и оглавява малка чета, действаща срещу българските чети на ВМОРО. Участва в Балканските войни начело на чета от костурчани. След 1914 година участва и в окупацията на Северен Епир от Гърция.